# Кухарский, Василий Анатольевич
Василий Анатольевич Кухарский (укр. Василь Анатолійович Кухарський; 2 декабря 1981, Радомышль, Житомирская область — 7 декабря 2023) — украинский актёр театра и кино, работал в Киевском академическом драматическом театре на Подоле с 2008 года. Лауреат премии «Киевская пектораль» (2011). Военнослужащий ВСУ, участник российско-украинской войны.

## Биография
Родился 2 декабря 1981 года в Радомышле.
В 2001 году окончил дирижёрско-хоровое отделение Житомирского музыкального училища им. Виктора Косенко по специальности — руководитель хора, дирижёр, учитель музыки.
В 2005 году окончил Киевский национальный университет театра, кино и телевидения имени И. К. Карпенко-Карого, художественный руководитель курса В. Зимня.
С 2008 года — актёр Киевского академического драматического театра на Подоле. В 2011 году получил премию «Киевская пектораль» за роль Васьки Пепла в спектакле «На дне».
Вступил в ряды ВСУ. Был тяжело ранен в бою в сентябре 2023 года. Умер 7 декабря 2023 года в больнице в Киеве.

## Фильмография
Фильмы и сериалы производства Украины, если не указано иное.
- 2021 — «Спасти Веру» — Владимир
- 2021 — «Отражение»[уточнить];
- 2020 — «Толока» — Семён Босой
- 2020 — «Роман с детективом» (в эпизоде);
- 2019 — «Отель Эдельвейс» — Худой[6];
- 2019 — «У причала» — Руслан
- 2019 — «Укрытия» — Цыпа
- 2019 — «Забытые» (The Forgotten) (Zabuti) (Украина, Швейцария) — Юра
- 2018 — «Другой» (в эпизоде);
- 2018 — «В плену у оборотня»[уточнить];
- 2017 — телесериал «Ментовские войны. Одесса» —  Купа, опер УБОП (фильм 2 «Опасные игры», фильм 3 «Холодное блюдо»), бывший опер УБОП (фильм 4 «Раздача», фильм 5 «Жесть»);
- 2016 — «Проводница» — Глеб, бывший зэк (18 серия «Сломанное крыло»)
- 2016 — «Подкидыши» — Эдик Сергеев, таксист
- 2016 — «Плохой добрый коп» — Максим Канунников, бывший парень Ольги
- 2016 — «Майор и магия» — проповедник
- 2014 — «Скорая помощь» — Беляев, отчим Аришки (1 серия)
- 2014 — «Пляж» (Россия, Украина) — Честный (фильм 3 «Курортный роман»)
- 2014 — «Манекенница» — приятель Вадима
- 2014 — «Давай поцелуемся» — сотрудник Татьяны
- 2012 — телесериал «Женский врач» — Дмитрий Дидух (6 серия «Криминал по жизненным показателям»)
- 2011 — «Лют» (Украина, Россия) — Антон Соколов, помощник депутата Беляева (фильм № 7 «Сопроводник»)
- 2011 — «Погрешности любви» — любовник Валентины
- 2011 — «Добрый день, мама!» — Деня
- 2010 — «Паршивые овцы» — Шнайдер
- 2010 — «Маршрут милосердия» (в эпизоде)
- 2010 — «Брат за брата» (Россия, Украина) (в эпизоде)
- 2009—2010 — «По закону» — Печкин
- 2009 — «Возвращение Мухтара-5» — сотрудник ДНК (9 серия «Телефонный призрак»), парень (69 серия «Проигранный парень»)
- 2008 — «Хорошие парни» — блондин
- 2008 — «Сила тяжести» — сутенёр
- 2008 — «Реквием для свидетеля» (Россия, Украина) — художник Зуйков
- 2008 — «Отряд» (Россия, Украина) (в эпизоде)
- 2008 — «Колдовская любовь» — партизан Сипатого;
- 2008 — «День зависимости» — Олег
- 2007 — «Возвращение Мухтара-4» — гот (28 серия «Практическая магия»)
- 2006 — «Цветы для снежной королевы» (в эпизоде)
- 2006 — «Танго любви» — диджей
- 2005 — «Новый русский романс» — Игорь — охранник Алевтины
- 2004 — «Русское лекарство» (в эпизоде).

## Театральные работы

### Театр «Ателье 16»
- «Ромео и Джульетта» У. Шекспира — Меркуцио
- «Как важно быть серьёзным» О. Уайльда — Эрнст Вординг
- «Трёхгрошовая опера» Б. Брехта — Мэкхит по кличке Мэкки-Нож
- «Кабаре „Хлам“» по мотивам рассказов Тэффи — Сергей Пампухов
- «Самоубийца» Н. Эрдмана — Семён Подсекальников

### Театр на Подоле(2008—2022)
- 2008 — «Откуда берутся дети?» — Андрей Зорро
- 2008 — «Сто тысяч» — неизвестный
- 2009 — «Мёртвые души» — полицеймейстер Алексей Иванович;
- 2009 — «Люксембургский сад» (лирическая комедия по пьесе Александра и Льва Шаргородских «Второй закон Джаги-Янкелевича») — Поэт
- 2010 — «Лёвушка» (пьеса Анатолия Крыма) — точильщик;
- 2011 — «На дне» — Васька Пепел
- 2012 — «Старший сын» — Бусыгин
- 2015 — «Вечно живые»[уточнить]
- 2017 — «Я — Мария Каллас» — администратор
- 2017 «Сокровища капитана Крюка» — Капитан Крюк.

## Награды
- 2012— ХХ Премия Украины в области театрального искусства «Киевская пектораль» — лауреат в номинации лучшее исполнение мужской роли (роль Васьки Попела в постановке «На дне»)[7].
- 2024— Орден «За заслуги» III степени (22 января 2024 года, посмертно) — за значительные заслуги в укреплении украинской государственности, мужество и самоотверженность, проявленные в защите суверенитета и территориальной целостности Украины, весомый личный вклад в развитие различных сфер общественной жизни, добросовестное выполнение профессионального долга[8].

## Телепроекты и фестивали
- 2008  — Ведущий художественно-публицистических фильмов о рыбалке (Студия «Пилигрим»);
- 2007 — Фестиваль хоровых коллективов духовной музыки[уточнить] (Италия, Специя; Германия, Берлин; Австрия, Вена).[источник не указан 467 дней]